# Le notti di Cabiria
Le notti di Cabiria è un film drammatico del 1957 diretto da Federico Fellini.
Considerata una delle migliori collaborazioni tra Fellini e la moglie Giulietta Masina, la pellicola ottenne, tra gli altri riconoscimenti, l'Oscar al miglior film straniero nel 1958.

## Trama

Giulietta Masina e Amedeo Nazzari in una scena del film

Amedeo Nazzari e Giulietta Masina in un fotogramma del film

Giulietta Masina con l'uomo invisibile, in un fotogramma del film

Maria Ceccarelli è una prostituta di Acilia che si fa chiamare Cabiria e vive in una casupola nei pressi della via Ostiense. Un giorno, mentre passeggia con Giorgio, colui che ritiene il suo compagno, questi la getta nel fiume per rubarle la borsetta. Salvatasi a malapena, Cabiria se ne torna a casa, ancora incredula dell'accaduto. Qui una collega, Wanda, le apre gli occhi sulla natura della sua relazione, portandola a distruggere tutte le cose dell'uomo che tiene in casa.
Più tardi al lavoro si accapiglia con un'altra prostituta che la deride, venendo portata via da un gruppo di amici che la lasciano a via Veneto. Qui incontra casualmente l'attore Alberto Lazzari, che è appena stato scaricato dalla sua fidanzata. Alberto, per rivalsa nei confronti della donna, fa salire Cabiria sulla sua decappottabile, e la porta prima in un locale notturno, poi a casa sua. Qui tuttavia vengono presto raggiunti dalla fidanzata dell'attore, e Cabiria assiste alla rappacificazione dei due nascosta in bagno, per poi essere liquidata sbrigativamente la mattina seguente.
La sera seguente le sue colleghe decidono di andare tutte l'indomani al santuario della Madonna del Divino Amore, per accompagnare uno zio storpio di uno dei magnaccia. Nel frattempo Cabiria viene caricata da un cliente e lasciata in una zona isolata, alle "Grotte", dove alcuni senzatetto abitano in alcuni anfratti naturali. Cabiria si mette a seguire un uomo che porta generi di sostentamento alla povera gente e incontra una sua ex collega caduta ormai in disgrazia. Cabiria torna poi a Roma, accompagnata dall'uomo, che è già mattina.
Al santuario, Cabiria si lascia trasportare dalla devozione dei fedeli e chiede la grazia di poter cambiare vita. Tuttavia non succede niente, e Cabiria si arrabbia poi con un gruppo di persone in processione. Più tardi si reca a uno spettacolo di varietà, dove un illusionista la chiama sul palco insieme ad altri giovani; mentre questi vengono ipnotizzati e indotti a credere d'essere in barca in un mare in tempesta, Cabiria è portata a credere d'essere a un appuntamento con un uomo invisibile, tale Oscar. Alla fine dell'incantesimo Cabiria si risveglia delusa, sentendosi ingannata. Tuttavia, all'uscita dal teatro viene fermata da un uomo che è rimasto affascinato dal suo candore e che è colpito dalla fatalità di averla incontrata, essendo lì per caso e chiamandosi proprio Oscar. Sebbene Cabiria sia scettica, decidono di rivedersi la domenica successiva.
I due iniziano a frequentarsi, ma lei vorrebbe troncare il rapporto per non alimentare altre illusioni; a quel punto lui le chiede di sposarla. Cabiria accetta, vende la propria casetta e ritira tutti i risparmi dalla banca, ma, durante una gita sul Lago Albano, capisce che si tratta solo di una truffa per sottrarle tutti i soldi, e che, proprio come accaduto col suo ultimo amore, lui sarebbe disposto a ucciderla. Lei gli consegna allora spontaneamente la borsetta, chiedendogli allo stesso tempo di spingerla nel precipizio nei pressi del quale l'ha condotta, ma l'uomo scappa e lei rimane a terra disperata. Giunta ormai la sera, si avvia lungo la strada, dove viene circondata da un gruppo di musicisti e allegri festaioli, che riescono nonostante tutto a farla sorridere.

## Produzione

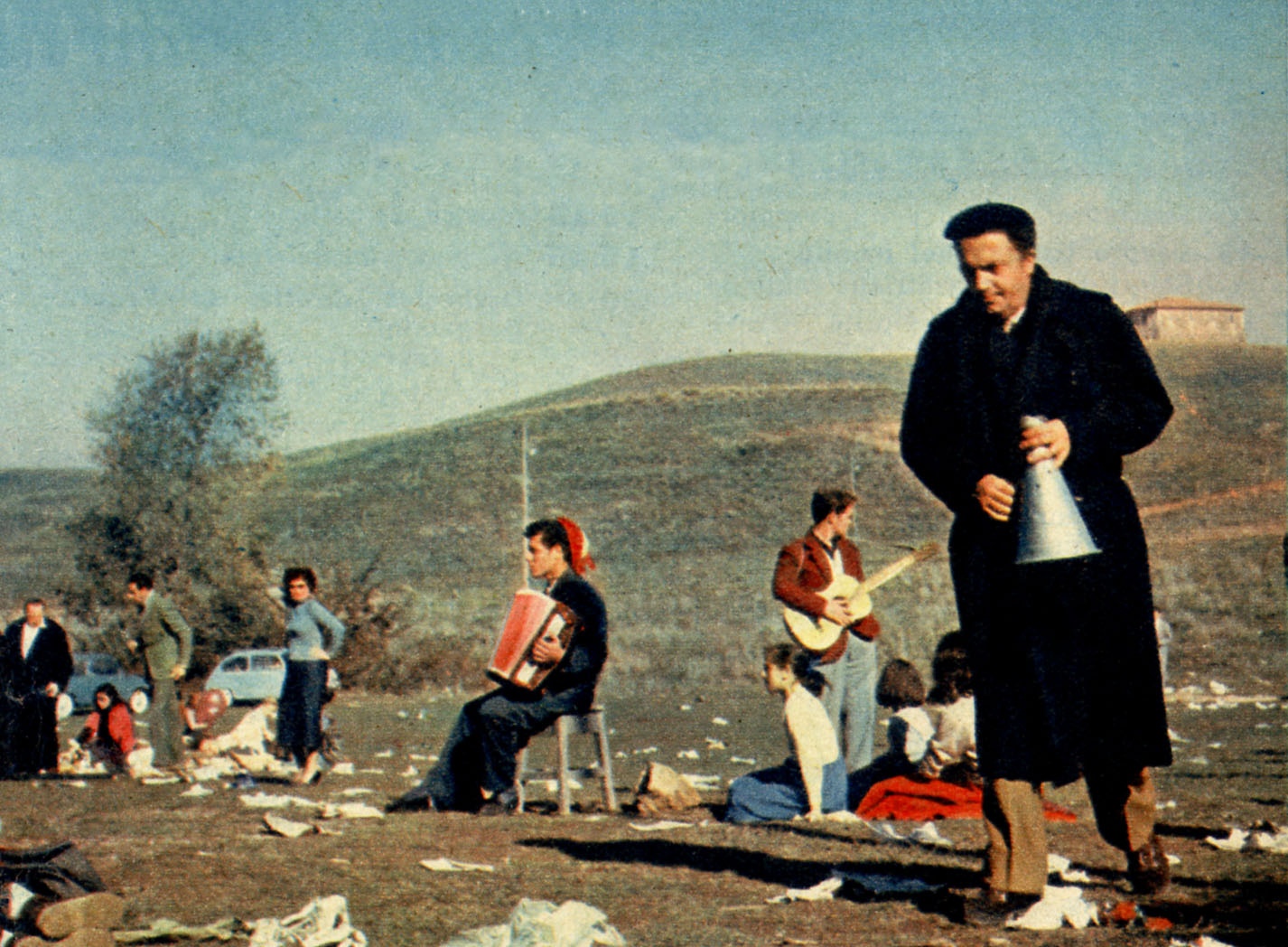
Fellini durante le riprese delle Notti di Cabiria, in una foto eccezionalmente a colori (1956)

### Sviluppo
Il nome "Cabiria" viene dall'omonimo colossal italiano del 1914, mentre il personaggio stesso della protagonista è preso da una breve scena presente ne Lo sceicco bianco, uno dei precedenti film di Fellini. Fu la prova d'attrice della Masina in quel film ad ispirare Fellini per Le notti di Cabiria, ma nessuno in Italia all'epoca avrebbe finanziato una pellicola dove la protagonista era una prostituta.
Fellini dovette quindi faticare non poco per convincere a finanziare il progetto il produttore Dino De Laurentiis, che però accettò solo a condizione che il regista tagliasse dal copione alcune scene da lui ritenute superflue. Fellini basò alcuni dei personaggi su una vera prostituta che aveva conosciuto durante le riprese de Il bidone. Per ottenere una maggiore autenticità, il regista chiese la consulenza di Pier Paolo Pasolini, conosciuto per la sua familiarità con il sottoproletariato romano dell'epoca, il quale aiutò a stendere i dialoghi per il film.

### Riprese
Le riprese di Le notti di Cabiria furono effettuate in varie località dell'Italia, incluse Acilia, Castel Gandolfo, Cinecittà, il Santuario della Madonna del Divino Amore, e il fiume Tevere.

## Distribuzione

### Censura
In Italia il film uscì nelle sale censurato con circa sette minuti mancanti rispetto alla versione integrale. Lo stesso Federico Fellini ricordò così l'accaduto: 
(Federico Fellini)
Nel 1998 la sequenza tagliata dell'"uomo col sacco" venne recuperata e il film venne restaurato e ridistribuito in versione integrale.

## Accoglienza

### Critica
Morando Morandini ne La Notte del 10 ottobre 1957 osserva come il film possa apparire frammentato nel susseguirsi degli episodi della vita di Cabiria. In realtà sono legati da una solida struttura narrativa il cui centro è nel personaggio principale. Il film è come «una sinfonia in cui i diversi tempi, gli episodi, si allacciano l'uno all'altro, distaccati ma complementari, per analogia o per contrasto tutti convergenti» nella caratterizzazione della protagonista che tutti li armonizza nella drammaticità del suo destino.
Il film è stato selezionato tra i 100 film italiani da salvare.

## Riconoscimenti
- 1958 - Premio Oscar
  - Miglior film straniero a Federico Fellini (Italia)
- 1959 - Golden Globe
  - Candidatura Miglior film straniero (Italia)
- 1957 - Festival di Cannes
  - Miglior interpretazione femminile a Giulietta Masina
  - Premio speciale OCIC a Federico Fellini
  - Candidatura Palma d'oro a Federico Fellini
- 1957 - Festival internazionale del cinema di San Sebastián
  - Miglior interpretazione femminile a Giulietta Masina
- 1957 - David di Donatello
  - Miglior regia a Federico Fellini
  - Miglior produttore a Dino De Laurentiis
- 1958 - Nastro d'argento
  - Regista del miglior film a Federico Fellini
  - Miglior attrice protagonista a Giulietta Masina
  - Miglior attrice non protagonista a Franca Marzi
  - Miglior produttore a Dino De Laurentiis
  - Candidatura per la migliore sceneggiatura a Ennio Flaiano, Federico Fellini, Tullio Pinelli
  - Candidatura per il miglior attore non protagonista a Amedeo Nazzari
  - Candidatura per la migliore colonna sonora a Nino Rota
- 1958 - Grolla d'oro
  - Miglior attrice a Giulietta Masina
- 1959 - British Academy Film Awards
  - Candidatura per il miglior film straniero a Federico Fellini (Italia)
  - Candidatura per la migliore attrice straniera a Giulietta Masina
- 1958 - Semana Internacional de Cine de Valladolid
  - Premio Don Bosco de plata a Federico Fellini

## Analisi
Cabiria è una giovane donna arrivata a fare il mestiere più antico del mondo perché deve sopravvivere alla miseria che l'ha afflitta per tutta la vita. In realtà non ha niente della classica "battona" romana di cui Fellini ci dà una rassegna nella scena della "Passeggiata archeologica", uno dei consueti luoghi di raccolta delle prostitute romane. Cabiria si riconosce come prostituta perché così vuole essere, ma è una gracile donnina con una pelliccetta spelacchiata, un visino tondo dagli occhi spalancati, una zazzeretta da clown che le incornicia il volto, con una borsetta che agita nel vuoto per darsi un contegno: è insomma una caricatura di quelle che Fellini disegnava nel progettare i suoi film; si potrebbe dire quasi che Cabiria è una maschera della Commedia dell'arte, una figurina che messa a confronto con la sua amica Wanda, questa sì il prototipo della classica, materna e monumentale "battona" romana, rivela tutta la sua incongruenza con il mestiere che Cabiria ha scelto di fare.
Cabiria infatti non è una prostituta neppure nell'animo: ha conservato tutta la sua candida ingenuità e spontaneità nel voler credere, senza alcuna diffidenza, a quelle offerte d'amore che essa crede d'incontrare nella sua vita. Reagisce quando si scontra con la malvagità del mondo, con un'alzata di spalle, con una cantata e con un balletto. S'illude che qualcuno possa interessarsi a lei sia pure per una compagnia a pagamento come quella che le offre il mitico divo del cinema Alberto Lazzari che, spinto dalla noia e per fare un dispetto alla sua amante, porta Cabiria, incredula per l'onore di essere stata scelta da così importante personaggio, nella sua faraonica villa da cui sarà allontanata non appena l'amante tornerà a concedere i suoi favori al maturo attore. L'unico ricavo che Cabiria trarrà da questo incontro sarà una testata in una invisibile porta a vetri.
L'ingenuità di Cabiria si rivela appieno nella scena dell'ipnotizzatore nel cinema teatro di periferia, dove si lascia convincere a salire sul palcoscenico tra i lazzi e le pesanti battute del pubblico romano. È una scena dove si mescolano comicità e compassione per la giovane donna, preda del cinico mago d'avanspettacolo che sfrutta Cabiria per metterne in ridicola luce tutti i suoi sogni infantili di una vita sognata. Il dramma centrale del film è nell'episodio dell'incontro all'uscita del cinema con un uomo che, presentandosi come un umile ma serio borghese, fingendo di non aver capito il vero mestiere di Cabiria, la raggira, approfittando del bisogno d'amore della povera prostituta, chiedendole alla fine di sposarlo.
Cabiria vuole credergli ad ogni costo, vende tutto quel poco che ha, la sua unica ricchezza: la casetta abusiva messa su con enormi ed umilianti sacrifici, e si abbandona al fidanzato che naturalmente non vuole altro che il suo denaro e che anzi sta per sbarazzarsene uccidendola, fermandosi solo perché un essere umano come Cabiria non può non suscitare pietà anche in un malvagio. Questa volta Cabiria sembra non farcela a risollevarsi dal colpo ricevuto e pensa d'uccidersi quando, lungo una strada di campagna, incontra una comitiva di giovani che cantano e suonano in allegria e coinvolgono Cabiria nella loro gioia di vivere. Cabiria capisce di non essere sola e torna a credere ingenuamente nella vita, in quella sorta di circo, ci dice Fellini, che è l'esistenza umana.